# Meurtres ?
Pour les articles homonymes, voir Meurtre (homonymie).
Pour plus de détails, voir Fiche technique et Distribution.
Meurtres ? est un film français réalisé par Richard Pottier, sorti en 1950. Le film est une adaptation du roman éponyme de l'écrivain belge francophone Charles Plisnier, paru en 1939.

## Synopsis
Une famille du midi de la France, les Annequin. Noël, viticulteur, vit sur sa terre avec sa femme, Isabelle. Ses frères, établis à Aix-en-Provence, le dédaignent, une fois devenus de grands bourgeois. L'aîné, Hervé, est avocat ; Blaise, le cadet, est chirurgien, bien intégré dans la grande bourgeoisie locale.

Isabelle, atteinte d'un cancer, supplie son mari de la tuer pour abréger ses souffrances. Noël s'exécute, la mort dans l'âme. Son acte accompli, il va s'en expliquer à ses frères.

Par crainte du scandale, ceux-ci tentent d'étouffer l'affaire. Mais des lettres anonymes parviennent au procureur et qui accusent sa garde-malade d'avoir tué Isabelle.

Noël décide de se constituer prisonnier. Seule Martine, la fille de Blaise, juge avec sévérité l'égoïsme des siens et compatit à son drame. La famille veut plaider l'irresponsabilité et faire enfermer Noël pour maladie mentale. Un psychiatre se prête à la manœuvre.

## Fiche technique
- Réalisation : Richard Pottier
- Assistant réalisateur : Jean Valère
- Scénario : adaptation par Charles Plisnier de son roman Meurtres avec Maurice Barry
- Dialogue : Henri Jeanson
- Musique : Raymond Legrand, exécutée par l'orchestre de la société des concerts du conservatoire de Paris
- Photographie : André Germain
- Cadreur : Walter Wottitz
- Montage : Christian Gaudin et Hélène Battini
- Décors : Paul-Louis Boutié[2]
- Son : Constantin Evangelou[3]
- Maquillage : Hagop Arakelian et Sworoda
- Production : Jacques Bar
- Sociétés de production : Cité Films, Fidès
- Pays d'origine :  France
- Tournage : 27 mars au 22 mai 1950, studios de Neuilly
- Format : Noir et blanc - 35 mm - 1,37:1 - Mono
- Durée : 120 / 101 minutes
- Genre : Drame
- Date de sortie : 
  - France, 10 novembre 1950
- Affiche : René Péron (France)

## Distribution
- Fernandel : Noël Annequin, le paysan, mari d'Isabelle
- Jeanne Moreau : Martine Annequin, la fille de Blaise et Blanche
- Jacques Varennes : Me Hervé Annequin, magistrat
- Raymond Souplex : le Dr Blaise Annequin
- Mireille Perrey : Blanche Annequin, la femme de Blaise
- Line Noro : Isabelle Annequin, la femme incurable de Noël
- Colette Mareuil : Lola Annequin, la femme d'Hervé
- Georges Chamarat : M. Pierrefot, le juge d'instruction
- Edmond Beauchamp : le professeur Le Gossec
- Germaine Kerjean : Mme Frangier, la garde malade
- Fernand Sardou : Fernand, le garagiste
- Henri Vilbert : le docteur Marcel Picard
- Marthe Marty : la femme du garagiste
- Henri Arius : un voisin
- Philippe Nicaud : José Annequin, le fils d'Hervé et de Lola
- Jacques Berlioz : le directeur de l'asile
- André Carnège : le procureur
- Yvonne Hébert : Mme de Marcielle
- Laure Paillette : la domestique de Blaise et Blanche
- Jackie Sardou : une amie
- Frédéric Mariotti : l'infirmier qui conduit Martine au parloir
- Jean Sylvain : un maître d'hôtel
- Jacques Beauvais : un maître d'hôtel
- Robert Mercier : le gendarme chez le juge d'instruction
- Jacqueline Pierreux : Irène
- Bréols : le vendeur au kiosque à journaux

## Sortie vidéo
Le film sort en DVD dans la collection Gaumont Découverte DVD le 2 septembre 2020.